# Rapla (Stadt)
Rapla (deutsch Rappel) ist eine Stadt in der gleichnamigen Gemeinde Rapla in Estland. Sie ist Zentrum des Kreises Rapla.

## Geografie
Die Stadt liegt etwa 45 km südlich von Tallinn. Durch Rapla fließt der Fluss Vigala.

## Geschichte
Rapla wurde erstmals 1241 als Rapal urkundlich erwähnt. Am Ende des 13. Jahrhunderts wurde die Maria-Magdalena-Kirche erbaut. Der Ort und die Kirche gehörten zunächst dem Rittergut von Alu. 1478 kamen beide unter die Herrschaft des Klosters von Padise. Erst 1705 trennten sich Alu und Rapla und wurden zu selbständigen Verwaltungseinheiten.
In der zweiten Hälfte des 19. Jahrhunderts erlebte Rapla seinen Aufschwung. 1866 wurde eine Apotheke am Ort eröffnet, 1868 eine Dorfschule und 1893 eine Postkutsch-Station. 1901 wurde am Nordufer des Flusses eine neue Kirche geweiht. Ab 1900 profitierte der Ort von der Schmalspurbahn, die von Tallinn nach Viljandi verlief. Nahe Rapla siedelten sich eine Ziegel- und eine Limonadenfabrik an.
1945 wurde Rapla Großdorf (alevik). Am 1. Januar 1993 erhielt der Ort die Stadtrechte.

## Sehenswürdigkeiten

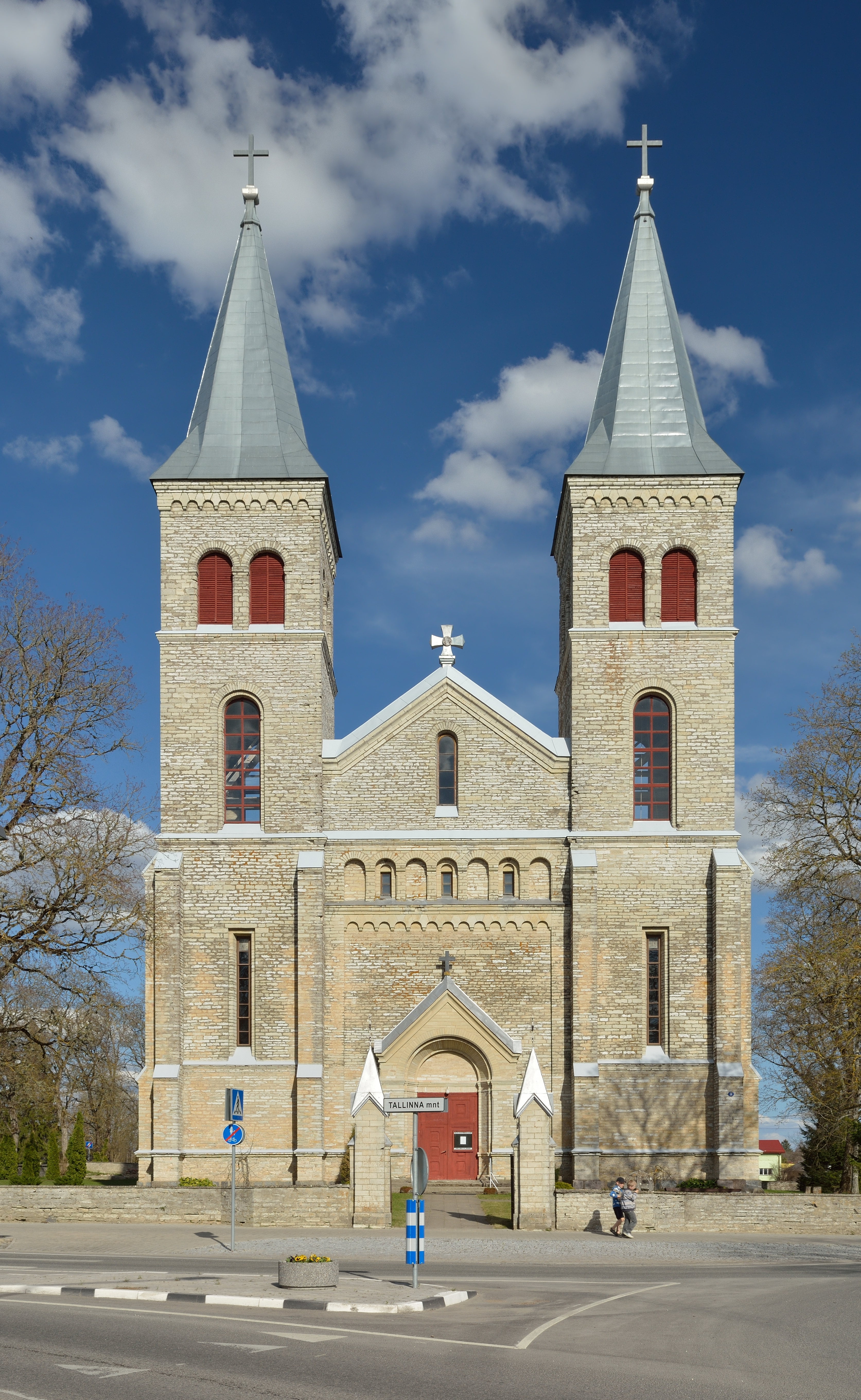
Evangelisch-lutherische Kirche Rapla

Sehenswert ist die 1901 fertiggestellte evangelisch-lutherische Kirche mit ihrer pseudo-romanischen Doppelturmfassade. Sie ist die größte Landkirche Estlands.

## Städtepartnerschaften
- Askim (Norwegen), seit 1999
- Kauhava (Finnland), seit 1991
- Nurmijärvi (Finnland), seit 1990

## Söhne und Töchter der Stadt
- Adam Johann Baron von Krusenstern (1770–1846), deutsch-baltischer Admiral der russischen Flotte
- Karl Gustav von Staal (1778–1853), deutsch-baltischer General der russischen Kavallerie
- Otto Tief (1889–1976), Soldat im Estnischen Freiheitskrieg, später Rechtsanwalt
- Anton Vaarandi (1901–1979), Literaturwissenschaftler und Publizist
- Arnold Arakas (1908–1946), Fußballspieler
- Viktor Piisang (1918–1944), Fußballspieler
- Andres Langemets (* 1948), Dichter, Essayist und Literaturkritiker
- Helle Meri (1949–2024), Schauspielerin
- Urve Tiidus (* 1954), Politikerin
- Ervin Õunapuu (* 1956), Schriftsteller
- Anne Veski (* 1956), Popsängerin
- Urmas Sisask (1960–2022), Komponist und Musiker
- Piret Bristol (* 1968), Schriftstellerin
- Siiri Sisask (* 1968), Sängerin und Politikerin
- Kristiina Ehin (* 1977), Dichterin und Übersetzerin
- Märt Avandi (* 1981), Schauspieler
- Vaiko Eplik (* 1981), Musiker, Sänger, Komponist und Musikproduzent
- Vjatšeslav Zahovaiko (* 1981), Fußballspieler
- Pärt Uusberg (* 1986), Komponist, Chorleiter und Schauspieler
- Peeter Pruus (* 1989), Radrennfahrer
- Mart Tiisaar (* 1991), Volleyball- und Beachvolleyballspieler
- Mick Pedaja (* 1993), Singer-Songwriter im Bereich New Age oder Ambient